# Zec Lesueur
Pour les articles homonymes, voir Lesueur.
La zec Lesueur est une zone d'exploitation contrôlée située dans le territoire non organisé du Lac-Douaire, dans la municipalité régionale de comté (MRC) Antoine-Labelle, dans la région administrative des Laurentides, au Québec, au Canada.

## Géographie
Le territoire de la zec Lesueur est délimité:
- à l'ouest, par la rivière Gatineau (à partir de la Baie Doyon, situé dans la partie nord du Réservoir Baskatong) et la zec Petawaga,
- à l'est et au sud, par la zec Mitchinamecus,
- au nord, par la rivière Bazin,
- au sud par la rivière Notawassi et le lac Notawassi (sauf une bande de terrain d'environ 1 km de large).

Les trois plus haut sommets de la zec sont situés près de la limite de la zec Mitchinamecus: montagne de la Tour, montagne du Petit Duplessis (419 m.), la montagne du Chaise (444 m.) et la montagne Perdue (449 m.).
À la limite ouest de la zec, la rivière Gatineau comporte plusieurs rapides: Esturgeon, Ceizur, chutes du Serpent, rapides de la Trinité, Chantants, Pikes et Mocassins (embouchure de la rivière Bazin).
Le trajet pour accéder aux postes d'accueil:
- Lamerlière (poste principal): prendre la route 117, jusqu'à Mont-Laurier. Prendre ensuite la route 309 nord jusqu'à Ferme-Neuve. Puis la route forestière 17 jusqu'à la zec. La seconde option de trajet à partir de Sainte-Anne-du-Lac: emprunter la route 309 nord, puis la route forestière 2 vers le lac des Polonais.
- Lac d'Argent (poste secondaire): au km 11 du 11e rang via Sainte-Anne-du-Lac.

## Chasse et pêche
Sur le territoire de la zec, la chasse est contingentée selon les périodes, les types d'engin de chasse, le sexe des bêtes, pour les espèces suivantes : orignal, ours noir, gélinotte, tétras et lièvre.
La pêche est contingentée pour l'omble de fontaine, le touladi, le brochet, le doré et l'achigan.

## Toponymie
La nom de la zec est directement liée au lac Lesueur, situé dans la partie nord de la zec. Ce lac qui est à 5,3 km à l'Est de la rivière Gatineau, est liée à une chaine de lacs liées entre eux par la rivière Lesueur (dans l'axe nord-est vers le sud-ouest) dont les lacs (en partant de celui le plus au nord): Carrière, Pot, Dumain, de la Vache, Orphan, Lesueur, La Saussaye, Ouzel et Menneval. À partir de ce dernier lac, la rivière Lesueur coule vers l'ouest sur 4 km pour se déverser dans la rivière Gatineau.
Le toponyme "Zec Lesueur" a été officialisé le 5 août 1982 à la Banque des noms de lieux de la Commission de toponymie du Québec.